# 温彻斯特公学
温彻斯特公學（英語：Winchester College）是英国第一所培养神职和公职人员的学校，开创了英国公学教育的历史。而今天的温彻斯特公学虽然已经演变成为一所贵族寄宿制学校，但依然保持了自己悠久的传统与文化。

## 历史
温彻斯特公学由温彻斯特主教威克姆的威廉于1382年创建。威克姆在创办温彻斯特公学的同时也建立了牛津大学新学院，让公学毕业生能够进入大学深造。温彻斯特公学的创立是英国公共教育以及之后蓬勃发展的公学制度的开端，这个体系日后被亨利六世模仿，建立了伊顿公学和剑桥大学国王学院。
作为一名优秀的建筑师，威廉·威克姆亲自设计了学校的部分建筑，其中大部分依然在使用中。創校之初一共只有2名教员和70名称为“学者”（scholars）的学生，这些学生全部享受免费教育。之后学校进一步的发展，也开始招收自费生（commoners），开始时只有大约10名，到了维多利亚时期学生数目大增，学校相继建造了用于容纳这些学生的10座寄宿楼。如今该校约有700名自费生，但是依然保持了70个“学者”的名额，只不过現在即使是“学者”也要支付部分高昂的学费，而不再享受学费全免的待遇。
温彻斯特公学至今保留着与牛津大学新学院的特殊关系：学校主管机构（Governing Body）的11名成员中，3名由新学院指派，其中包括新学院的院长。
在600多年的历史中温彻斯特公学培养了众多杰出人士，包括了坎特伯雷大主教亨利·齐契利（Henry Chichele）、英国探险家乔治·马洛里（George Mallory）、历史学家阿诺尔德·约瑟·汤因比（Arnold Joseph Toynbee）等人。近代培养的华人校友包括了香港立法会议员霍启刚、东亚银行执行董事李民斌（Brian Li）、万达集团董事王思聪（Wang Sicong）和創夢天地科技控股首席營銷官何猷君 （Mario Ho）。